# Вресија
Вресија (Vriesea) је род вишегодишњих бромелија (фамилија Bromeliaceae). Име је добио по холандском ботаничару Вилену Хендрику де Врису. Данас је познато преко сто врста вресија, а најзаступљеније су у тропским областима Северне и Јужне Америке. 
Као и већина бромелија, вресија поседује розетасту животну форму са средишњим левком испуњеним водом. Из њега расте цветни клас, који је код врсте Vriesia splendens обојен од зелене до светлонаранџасте боје. Из густо скупљених брактеја класа расте жути цвет. Варијетети који у природи цветају жуто отварају своје листове дању, а они који цветају бело отварају их ноћу. После цветања матична биљка пропада али се пре пропадања размножава са две до три младице.
У народу вресија је попримила име и кићена сабља, због свог карактеристичног изгледа. Назива се и врисија или вријесија.

## Опис биљке
Корен вресије је по типу жиличаст.
Розета вресије је најчешће пречника од 46 cm а висока у просеку 30 cm. Пропадање розете настаје после цветања биљке. 
Цветови су најчешће жуте или беле боје. Постоје јединке које никад не процветају. Цветна дршка може да нарасте до 50 cm. Висина цветног класа зависи од ширине розете. Уколико је розета шира то је и цветна дршка већа. Најчешће цветају почетком лета. Међутим, цветање у собном гајењу може да се постигне у било које доба, зависно од сађења семена или младе розете. До труљења цвета долази у условима присуства веће количине воде у левку, а при нижим температурама.
Листови су најчешће тамнозелене боје са попречним тамносмеђим пругама. Тврди су и глатких ивица, дебљине од неколико милиметара. До сушења и смежуравања листова у собном гајењу долази приликом нередовног заливања и орошавања.
Биљка је без мириса.
Животни век вресије у природи је око 18 месеци. У собним условима од развијања младице до цветања може да прође од једне до две године.

## Ареал
Ареал рода обухвата тропске области Северне и Јужне Америке.

## Значај
Гаји се као украсна биљка. Није позната по лековитости, а не припада ни крмном биљу јер је отровна за стоку. 

## Галерија
- Vriesea heliconioides, Суринам